# お茶の水女子大学附属高等学校
お茶の水女子大学附属高等学校（おちゃのみずじょしだいがくふぞくこうとうがっこう、英: Ochanomizu University Senior High School）は、東京都文京区大塚に所在する国立女子高等学校。

## 概要
1882年に東京女子師範学校附属高等女学校として開校。明治期に初めて設立された高等女学校である。お茶の水女子大学の附属学校は幼稚園、小学校、中学校、高等学校までそれぞれ内部連絡進学制度を持つ。またいずれからも外部入学を受け入れている。高校では2006年度より大学への特進プログラムが開始され、10人程度の連携進学枠が設けられた。
中学までは男女共学で、高校からは女子校となる。高校は国内で唯一の国立大学附属の女子校である。1学年の生徒数は120名であり、蘭・菊・梅の3学級に分かれている。在校生や卒業生、教諭は蘭・菊・梅をR・K・Uと略すことが多い。

## 交通
- 地下鉄丸ノ内線 茗荷谷駅徒歩6分、東京メトロ有楽町線 護国寺駅徒歩13分[1]。
- 都バス 大塚二丁目 下車徒歩約1分（都02系統 大塚駅～錦糸町駅、都02乙系統 池袋駅東口～東京ドームシティ）、都バス 大塚三丁目 下車徒歩約5分（上58系統 早稲田～上野松坂屋）

## 沿革
- 1882年（明治15年）7月 - 東京女子師範學校附屬（属）高等女學校として開校。
- 1948年（昭和23年）4月 - 東京女子高等師範学校附属高等学校となる。
- 1952年（昭和27年）5月 - お茶の水女子大学文教育学部附属高等学校となる。
- 1980年（昭和55年）4月 - お茶の水女子大学附属高等学校となる。
- 2004年（平成16年）4月 - 国立大学法人お茶の水女子大学附属高等学校となる。

## 年間行事
- 4月 入学式、新入生オリエンテーション、3年修学旅行、自治会選挙、新入生歓迎会、保護者会
- 5月 1年学年合宿、3年学力考査、1年農場実習（じゃがいも）、輝鏡祭（体育祭）
- 6月 自治会総会、3年学力考査、授業参観、期末考査、第1期教育実習
- 7月 2年農場実習、保護者会
- 8月 部活動合宿、3年三者面談
- 9月 第2期教育実習、3年学力考査、輝鏡祭（文化祭）
- 10月 自治会選挙、中間考査、輝鏡祭（ダンスコンクール）、2年農場実習（さつまいも）、3年学力考査
- 11月 1年農場実習、創立記念日（11月29日）
- 12月 期末試験、中学生向け理数体験授業
- 1月 センター試験、1・2年学力考査、授業参観、保護者会
- 2月 入学試験、国立大学2次試験
- 3月 期末考査、1年農場実習、餅つき大会、卒業生歓送会、卒業式

## 部活動

### 運動部
- 硬式テニス部
- バスケットボール部
- バレーボール部
- バドミントン部
- 中国武術部
- ダンス部

### 文化部
- 新聞部
- 大自然科学部
- 箏曲部
- 茶道部
- 華道部
- 吹奏楽部
- 合唱部
- 書道部
- ミュージック愛好会 (MAC)
- 漫画研究会
- クッキング同好会
- 軽文学同好会
- クイズ研究部

## 著名な出身者
旧東京女子師範学校附属高等女学校・旧東京女子高等師範学校附属高等女学校出身
- 田村俊子 - 女流作家の草分け（のち府立一女へ）
- 木村曙 - 女流作家の草分け
- 宮本百合子 - プロレタリア作家、評論家
- 平塚雷鳥 - 思想家、作家、社会運動家・フェミニスト
- 鳩山春子 - 共立女子大学創設者、鳩山家
- 穂積歌子 - 実業家渋沢栄一の長女、法学者穂積陳重の妻、歌人
- 安井てつ - 東京女子大学創設者
- 二階堂トクヨ - 二階堂学園創設者、「女子体育の母」
- 藤村トヨ - 東京女子体育大学および藤村学園の基礎を築く
- 十文字こと - 十文字学園創設者
- 戸野みちゑ - 櫻蔭女学校設立の中心人物
- 青山なを - 日本女性史研究者
- 三宅やす子 - 作家（府立二女から転校）
- 樋口恵子 - 評論家
- 澤モリノ - 舞踊家、オペラ女優
- 谷洋子 - 女優
- 三淵嘉子 - 日本初の女性弁護士、女性裁判官
- 鈴木道子 - 音楽評論家

現お茶の水女子大学附属中学校・高等学校出身
- 戸田奈津子 - 映画字幕翻訳家
- 石井幹子[2] - 照明デザイナー
- 山崎直子（旧姓角野） - 宇宙飛行士
- 中村桂子 - 生命誌研究者、JT生命誌研究館館長
- 谷山浩子 - シンガーソングライター
- 川村京子 - 箏曲家
- 積山薫 - 心理学者、京都大学教授
- 広中和歌子 - 政治家、広中平祐夫人
- 阿部知子 - 医師、衆議院議員
- 打越さく良[3] - 弁護士、参議院議員
- 大山礼子 - 政治学者、駒澤大学教授、内閣府地方制度調査会副会長
- 斎藤聖美 - 実業家
- 松任谷玉子 - FM東京ディレクター
- 水沢めぐみ - 漫画家
- 山口果林 - 女優
- 深水真紀子 - 女優
- 唐沢美帆 - 歌手
- 脊山麻理子 - 日本テレビアナウンサー
- 宮川愛 - 歌手
- せなけいこ - 絵本作家
- 森まゆみ - 作家
- 佐藤玲[4] - 女優
- 一樹千尋 - 宝塚歌劇団専科男役
- 相原史乃 - 政治家
- 森田初恵 - 埼玉県川越市長、元裁判官
- 佐々木チワワ - ライター
- 高木真理 - 参議院議員

## 関連校
- 東京女学校（旧制）
- 東京女子高等師範学校（旧制）
- お茶の水女子大学
  - お茶の水女子大学附属幼稚園 - 1876年（明治9年）に設立された日本初の幼稚園である。
  - お茶の水女子大学附属小学校 - 1877年（明治10年）創立。女子大の附属小学校だが共学。
  - お茶の水女子大学附属中学校 - 戦後、東京女子高等師範学校附属高等女学校が新制中学校と新制高等学校に分かれてできた中学校。共学。
  - 文京区立お茶の水女子大学こども園 - 2016年に設立された保育所型認定こども園